# Folletière
Folletière foi uma comuna francesa na região administrativa da Normandia, no departamento de Sena Marítimo. Estendia-se por uma área de 5,2 km². Em 2010 a comuna tinha 66 habitantes (densidade: 12,7 hab./km²).
Em 1 de janeiro de 2016, passou a formar parte da nova comuna de Saint-Martin-de-l'If.